# Дивисенко, Валерий Васильевич
Валерий Васильевич Дивисенко (10 июля 1961, Брянск — 8 ноября 2008 или 8 ноября 2009, Брянск) — советский и российский самбист и дзюдоист, призёр чемпионатов СССР и мира по дзюдо, чемпион Европы по дзюдо, заслуженный мастер спорта СССР (1991).

## Биография
В 1973 году стал заниматься вольной борьбой под руководством Юрия Копылова, затем перешёл к тренеру Отару Кацанашвили. Оставив вольную борьбу, начал заниматься самбо с тренером Олегом Андриевским. Постепенно переключился на дзюдо. В 1978 году стал победителем чемпионатов СССР и Европы среди юношей. В 1980 году победил на чемпионате Европы среди молодёжи в Лиссабоне.
В финале чемпионата Европы 1983 года выиграл у французского спортсмена, неоднократного чемпиона Европы, чемпиона мира, олимпийского чемпиона Роже Вашона.
Считался одним из самых техничных дзюдоистов мира. Пять раз приглашался японской федерацией дзюдо, чтобы японские спортсмены могли у него поучиться. Был единственным из советских дзюдоистов, выигравших Кубок Японии.

## Спортивные достижения
- Чемпионат СССР по дзюдо 1984 года — ;
- Чемпионат СССР по дзюдо 1985 года — ;
- Чемпионат СССР по дзюдо 1986 года — ;

## Память
В Брянске проводится турнир памяти Валерия Дивисенко.